# Dudley North

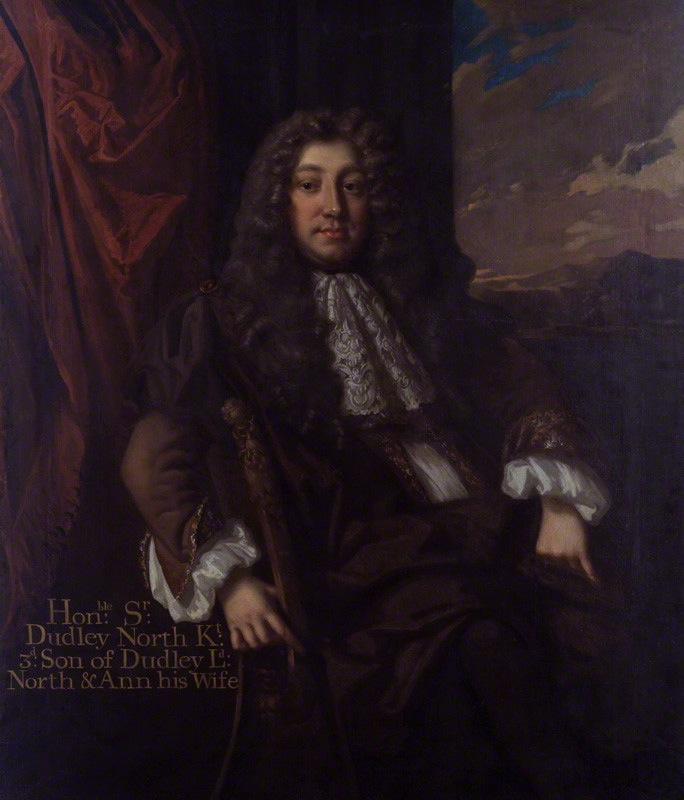

Dudley North (1641-1691) was een rijke Britse koopman, landeigenaar en economisch denker. Hij werkte voor Her Majesty's Treasury en was tegen elke vorm van mercantilistisch beleid. In zijn Discourses upon trade (1691), welke hij anoniem publiceerde, beargumenteerde hij dat de aanname van de noodzaak van een positieve handelsbalans verkeerd was. Handel, zo zei hij, was goed voor beide partijen, bevorderde specialisatie, de verdeling van arbeid en produceerde een groei in rijkdom voor iedereen. De regulering van handel zat deze voordelen in de weg en reduceerde inkomsten en rijkdom.
- Bibliothèque nationale de France: cb119973665 (data)
- CiNii: DA00986878
- Gemeinsame Normdatei: 119265958
- International Standard Name Identifier: 0000 0000 8380 6130
- Library of Congress Control Number: n84134196
- Bibliotheek van het Japanse parlement: 00524826
- Nationale Bibliotheek van Israël: 987007604497605171
- Nederlandse Thesaurus van Auteursnamen: 070854688
- SNAC: w6f847x4
- Système universitaire de documentation: 028063562
- Trove: 1525099
- Virtual International Authority File: 49234724
- WorldCat: E39PBJmhQPVdVVDTBytCYtRVG3